# السيف والسحر

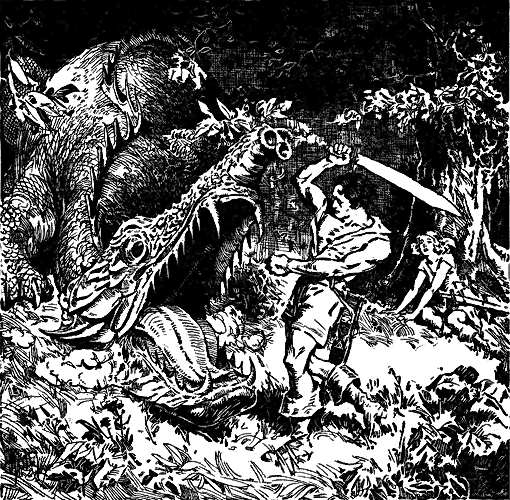
مشهد من قصة كونان البربري للكاتب روبرت هوارد.

السيف والشعوذة ( بالإنجليزية : Sword and sorcery ) أو الخيال البطولي ، هي مجموعة فرعية من النوع الخيالي الفنتازي الذي يتميز بالأبطال الذين يحملون السيوف في مغامرات مثيرة وعنيفة. في هذا النوع من الرويات ، غالبًا ما يكون فيه عناصر أخرى مثل الحب و السحر و ما هو خارق للطبيعة . على عكس أعمال الفنتازيا العليا ، تركز هذه النوع من الروايات، على الرغم أنها درامية، على المعارك الشخصية بدلاً من الموضوعات التي تهدد العالم. عادة ما يرتبط السيف والشعوذة بالخيال البطولي. و نشأ هذا النوع من أعمال روبرت هوارد في أوائل الثلاثينيات. حيث أنشأ مصطلح السيف والشعوذة و صاغه المؤلف الأمريكي فريتز ليبر في عدد مايو 1961 من مجلة الفانتازيا آمرا لوصف هوارد والقصص التي تأثرت بعمله.  في هذا النوع، غالبًا ما يكون بطل الرواية بربريًا يتمتع بخصائص مضادة للبطل .